# Нагари
Нагари — ранняя форма письменности деванагари, использующегося в Индии до настоящего времени. Появилась примерно в VIII веке н. э. как восточная разновидность письма гупта (западной была письменность шарада). Впоследствии разделилось на несколько вариантов — деванагари, нандинагари и восточное нагари, а также повлияло на происходящую из шарада письменность гурмукхи.